# La 7 (Castilla y León)
La 7 es un canal de televisión en abierto español y el primer canal autonómico de Castilla y León. Está operado por el ente privado Radio Televisión de Castilla y León Televisión S.A., que es la sociedad adjudicataria de la explotación de los dos canales de TDT en la comunidad.
Además de esta cadena, Castilla y León Televisión cuenta con un segundo canal, La 8, con contenidos de carácter más provincial y local, para lo cual lleva a cabo desconexiones de ámbito territorial.

## Historia
La historia de La 7 queda enmarcada por la de CyLTV.

### Evolución técnica y de imagen corporativa
El canal inició sus emisiones regulares el 9 de marzo de 2009 con el nombre de «La Siete de Castilla y León Televisión» y con abreviatura y logo "CyL7".
El 4 de septiembre de 2011, y coincidiendo con la entrada en el mercado nacional de nuevos canales de TDT -entre ellos “7” de Mediaset-, el canal  estratégicamente pasó a denominarse CYLTV.
El 25 de marzo de 2017 empezó a emitir la señal en alta definición del canal en modo de pruebas para la Provincia de Valladolid, emitiendo la programación reescalada del canal en resolución estándar. El 28 de abril del mismo año, su área de cobertura se expande para toda la comunidad autónoma. El jueves 8 de junio la cadena anunciaba la presentación oficial de su programación en HD para todo el territorio.
El 8 de enero de 2019, Castilla y León Televisión realizó un nuevo reestyling con motivo del décimo aniversario que incluía la renovación del logo del canal, la actualización de la marca de nuevo a «La 7 de Castilla y León Televisión» y el cambio de abreviatura de CYLTV por La 7.

## Programación
La cadena concentra sus espacios principales de producción propia en el access y prime-time nocturno. Ofrece dos ediciones diarias de informativos ('CyLTV Noticias') a las 14:30 y a las 20:00 horas, además de boletines diarios especializados en información económica ('Flash cierre de mercados') e información agraria ('Flash el campo al día'); y boletines semanales especializados en información parlamentaria ('Nuestras Cortes') y  empresarial ('Flash empresas').
De lunes a viernes dos programas de género informativo amplían, analizan y debaten sobre la actualidad: 'Cuestión de Prioridades' (las noches de lunes a jueves) y 'Espacio Abierto' (los viernes noche).
El prime-time apuesta por formatos info-entertaiment y docu-shows centrados en la actividad social de los  pequeños municipios de la comunidad, el patrimonio, la industria y la oferta cultural.
En el fin de semana, los sábados por la noche se emite 'Con la música en todas partes' (programa especializado en folclore y mantenimiento de las tradiciones orales). Los domingos por la noche se emite el concurso 'Castillos y Leones, y todos los goles' con una competición intergeneracional entre abuelos y nietos. La oferta se completa con retransmisiones deportivas en 'Castilla y León en Juego' los domingos por la mañana.

### Listado de programas
En el siguiente listado se puede consultar una selección de los principales programas producidos por CyLTV en sus más de 15 años de historia y que han sido emitidos tanto en La7 como en La8.
- Agro en acción
- Ahora ilusión
- A por setas
- A toda banda
- Abracachava
- Adelante reporteros
- Alguien tiene que hacerlo
- Castilla y León Día a día
- Castilla y León Directo
- Castilla y León en juego
- Castilla y León en el mundo
- Castellanos y leoneses por España
- Castillos y Leones
- Clap
- Con la música a todas partes
- Contigo pan y magia
- Cuentos en la bruma
- Cuestión de Prioridades
- CyL Suena
- Diagnóstico
- Día de mercado
- De casa en casa
- Duelo de fogones
- Desde que llegué
- En busca del románico atlántico
- De fiesta en fiesta
- El pueblo más bello de CyL
- Está Pasando
- El Arcón
- El programa de Cristina
- Escápate de viaje
- Espacio Abierto
- El Correvuela
- El Estaribel
- El Cazameteoritos
- Extra
- El Plato Estrella
- Ellas mandan
- El Aperitivo
- En Castilla y León todos contamos
- Empléate en Castilla y León
- El cuaderno del chef
- El reportero
- Flash El campo al día
- Flash empresas
- Flash cierre de mercados
- Grana y oro
- Gabinete de investigación
- Hecho en Castilla y León
- Historias por contar
- La Noche Black
- Los del Sótano
- La casa sobre ruedas
- La Sala
- La cámara oscura
- Me vuelvo al pueblo
- Mujeres en la granja
- Más que palabras
- Mayores en acción
- Me gusta y me quedo
- Mi mansión está en venta
- Naturaleza Viva
- Nuestras Cortes
- Origeniales de Castilla y León
- Piedra sobre piedra
- Parques Naturales de Castilla y León
- Paseos con encanto
- Patrones de moda
- Palacios y Castillos con misterio
- Plazas Mayores
- Pueblos y fronteras
- Surcos
- Sal y pimienta
- Siete días
- Somos de pueblo
- Tapeando por Castilla y León
- Teatreros
- Tesoros en casa
- Tiempo de viajar
- Los Tesoros del Agua
- Todo vale
- Valor añadido

## Evolución mensual de la cuota de pantalla
| Año  | Enero               | Febrero             | Marzo               | Abril               | Mayo                | Junio               | Julio               | Agosto              | Septiembre          | Octubre             | Noviembre           | Diciembre           | Media anual         |
| ---- | ------------------- | ------------------- | ------------------- | ------------------- | ------------------- | ------------------- | ------------------- | ------------------- | ------------------- | ------------------- | ------------------- | ------------------- | ------------------- |
| 2009 |                     |                     |                     |                     |                     |                     |                     |                     |                     |                     |                     |                     |                     |
| 2010 |                     |                     |                     |                     |                     |                     |                     |                     |                     |                     | CyL7 1,8% La 8 0,7% | CyL7 1,5% La 8 0,7% |                     |
| 2011 | CyL7 1,4% La 8 0,8% | CyL7 1,8% La 8 0,6% | CyL7 1,9% La 8 0,6% | CyL7 2,3%           | CyL7 2,1%           | CyL7 1,9%           |                     |                     | CyL7 1,8% La 8 0,9% | CyL7 1,9% La 8 0,6% | CyL7 2,2% La 8 0,6% | CyL7 2,0% La 8 0,6% |                     |
| 2012 | CyL7 1,6% La 8 0,7% | CyL7 1,4% La 8 0,6% | CyL7 1,9% La 8 0,6% | CyL7 2,6% La 8 0,8% | CyL7 1,4% La 8 0,7% | CyL7 1,4% La 8 0,9% | CyL7 1,4% La 8 1,0% | CyL7 1,5% La 8 1,0% | CyL7 1,4% La 8 1,1% | CyL7 1,2% La 8 0,7% | CyL7 1,4% La 8 0,7% | CyL7 1,6% La 8 0,7% | CyL7 1,6% La 8 0,8% |
| 2013 | CyL7 1,6% La 8 0,6% | CyL7 1,6% La 8 0,6% | CyL7 1,5% La 8 0,6% | CyL7 1,5% La 8 0,6% | CyL7 1,6% La 8 0,6% | CyL7 1,5% La 8 0,7% | CyL7 1,2% La 8 0,5% | CyL7 1,3% La 8 0,7% | CyL7 1,4% La 8 0,8% | CyL7 1,3% La 8 0,6% | CyL7 1,4% La 8 0,6% | CyL7 1,4% La 8 0,6% | CyL7 1,4% La 8 0,6% |
| 2014 | CyL7 1,3% La 8 0,7% | CyL7 1,3% La 8 0,6% | CyL7 1,2% La 8 0,7% | CyL7 1,5% La 8 0,8% | CyL7 1,4% La 8 0,8% | CyL7 1,4% La 8 0,9% | CyL7 1,4% La 8 0,7% | CyL7 1,5% La 8 1,0% | CyL7 1,3% La 8 1,0% | CyL7 1,4% La 8 0,7% | CyL7 1,3% La 8 0,7% | CyL7 1,3% La 8 0,7% | CyL7 1,4% La 8 0,8% |
| 2015 | CyL7 1,4% La 8 0,7% | CyL7 1,5% La 8 0,8% | CyL7 1,4% La 8 0,7% | CyL7 1,4% La 8 0,9% | CyL7 1,3% La 8 0,9% | CyL7 1,3% La 8 1,0% | CyL7 1,0% La 8 0,8% | CyL7 1,2% La 8 0,9% | CyL7 1,2% La 8 0,9% | CyL7 1,5% La 8 0,7% | CyL7 1,4% La 8 0,6% | CyL7 1,2% La 8 0,6% | CyL7 1,3% La 8 0,8% |
| 2016 | CyL7 1,5% La 8 0,6% | CyL7 1,4% La 8 0,5% | CyL7 1,6% La 8 0,8% | CyL7 1,5% La 8 0,6% | CyL7 1,2% La 8 0,6% | CyL7 1,1% La 8 0,8% | CyL7 1,2% La 8 1,0% | CyL7 1,5% La 8 1,0% | CyL7 1,2% La 8 1,0% | CyL7 1,3% La 8 0,7% | CyL7 1,4% La 8 0,7% | CyL7 1,4% La 8 0,7% | CyL7 1,4% La 8 0,7% |
| 2017 | CyL7 1,5% La 8 0,7% | CyL7 1,4% La 8 0,7% | CyL7 1,3% La 8 0,8% | CyL7 1,4% La 8 0,8% | CyL7 1,4% La 8 0,8% | CyL7 1,2% La 8 0,8% | CyL7 1,3% La 8 0,9% | CyL7 1,4% La 8 1,0% | CyL7 1,4% La 8 0,9% | CyL7 1,4% La 8 0,7% | CyL7 1,3% La 8 0,5% | CyL7 1,3% La 8 0,5% | CyL7 1,8% La 8 0,7% |
| 2018 | CyL7 1,2% La 8 0,5% | CyL7 1,4% La 8 0,6% | CyL7 1,2% La 8 0,7% | CyL7 1,3% La 8 0,6% | CyL7 1,2% La 8 0,5% | CyL7 1,3% La 8 0,8% | CyL7 1,2% La 8 0,9% | CyL7 1,1% La 8 1,0% | CyL7 1,1% La 8 1,0% | CyL7 1,3% La 8 0,8% | CyL7 1,4% La 8 0,8% | CyL7 1,4% La 8 0,8% | CyL7 1,2% La 8 0,7% |
| 2019 | La 7 1,3% La 8 0,7% | La 7 1,2% La 8 0,7% | La 7 1,2% La 8 0,7% | La 7 1,2% La 8 0,9% | La 7 1,2% La 8 0,8% | La 7 1,3% La 8 0,7% | La 7 1,4% La 8 0,8% | La 7 1,1% La 8 1,0% | La 7 1,0% La 8 0,9% | La 7 1,1% La 8 0,7% | La 7 1,1% La 8 0,7% | La 7 1,2% La 8 0,7% | La 7 1,2% La 8 0,8% |
| 2020 | La 7 1,2% La 8 0,7% | La 7 1,3% La 8 0,8% | La 7 1,4% La 8 1,0% | La 7 1,3% La 8 1,1% | La 7 1,1% La 8 0,9% | La 7 1,1% La 8 0,8% | La 7 1,1% La 8 0,8% | La 7 1,2% La 8 0,8% | La 7 1,4% La 8 0,7% | La 7 1,3% La 8 0,8% | La 7 1,3% La 8 0,8% | La 7 1,2% La 8 0,8% | La 7 1,3% La 8 0,8% |
| 2021 | La 7 1,3% La 8 0,8% | La 7 1,3% La 8 0,7% | La 7 1,3% La 8 0,8% | La 7 1,5% La 8 0,9% | La 7 1,6% La 8 0,9% | La 7 1,5% La 8 0,9% | La 7 1,6% La 8 0,8% | La 7 1,3% La 8 1,0% | La 7 1,4% La 8 1,0% | La 7 1,5% La 8 0,8% | La 7 1,5% La 8 0,9% | La 7 1,5% La 8 0,8% | La 7 1,4% La 8 0,8% |
| 2022 | La 7 1,6% La 8 0,9% | La 7 1,5% La 8 0,9% | La 7 1,4% La 8 0,8% | La 7 1,4% La 8 1,2% | La 7 1,5% La 8 0,8% | La 7 1,3% La 8 1,0% | La 7 1,6% La 8 0,9% | La 7 1,5% La 8 1,1% |                     |                     |                     |                     |                     |

La emisión más vista de la historia de CyLTV corresponde al partido de semifinal de la UEFA Champions League entre el Real Madrid y Bayern de Múnich, disputado el 25 de abril de 2012, con un 59,3% de share (629.614 espectadores de media) aumentando en la prórroga hasta un 60,2% y en los penaltis con un 67,4% de cuota de pantalla. 
El minuto de oro histórico de la cadena corresponde a las 23:21 de ese mismo día con 773.481 espectadores y 67,4% de share.
El día más visto de la historia fue ese 25 de abril de 2012 con un 16% de cuota de pantalla diaria, siendo la segunda cadena más vista del día en Castilla y León por delante de Telecinco y Antena 3.

## Imagen corporativa

Logotipo en pantalla usado desde 2009 hasta 2011 y nuevamente desde 2014 hasta 2019.
Logotipo usado para la identificación institucional de La 7 y La 8.
Logotipo en pantalla usado desde 2011 hasta 2014.
Logotipo de La 7 a partir de 2019.